# Arbeit macht frei
Arbeit macht frei ([ˈaɐ̯baɪt ˈmaxt ˈfʁaɪ]
 ( lyssna)) är en tysk paroll som betyder arbete ger frihet, arbete ska befria dig eller arbete befriar; den mer bokstavliga översättningen är arbete gör (en) fri. Parollen är främst känd för att den placerades vid ingångarna till flera av de nazityska koncentrationslägren som upprättades före eller under det andra världskriget.

## Ursprung
Den tyske nationalistiske författaren Lorenz Diefenbach publicerade år 1872 en roman med titeln "Arbeit macht frei", vilket medförde att uttrycket blev välkänt i nationalistiska kretsar. Weimarrepubliken började använda denna paroll 1928 för att framhäva dess storskaliga arbetsmarknadsprogram för att få bukt med massarbetslösheten. Parollen var även en parodi på det medeltida uttrycket Stadtluft macht frei (stadsluft ger frihet). Användandet av parollen fortsatte efter att nazistpartiet tog makten 1933.

## Användning under nazisttiden
Parollen "Arbeit macht frei" placerades vid ingångarna till flera av Nazitysklands koncentrationsläger som en sorts mystisk deklaration att självuppoffring i form av ändlöst arbete i sig självt innebär en sorts andlig befrielse.
Även om det var praxis i Tyskland att sätta upp inskriptioner av detta slag vid entréer till institutionella och andra större egendomar, beordrades användandet av parollen vid koncentrationslägren av SS-Obergruppenführer Theodor Eicke, den förste kommendanten vid koncentrationslägret i Dachau och senare inspektör för Tysklands samtliga koncentrationsläger. 
Parollen kan fortfarande ses på ett antal platser, bland annat över ingången till Auschwitz I. I boken Auschwitz: a New History, av historikern Laurence Rees vid BBC, påstås det att parollen vid denna plats placerades på order av kommendanten Rudolf Höß, som trodde att hårt arbete under hans egen fångenskap under Weimarrepubliken hjälpte honom igenom denna upplevelse. I Auschwitz tycks bokstaven "B" i "ARBEIT" vara vänd upp- och ner. Vissa typsnitt från 1920-talet experimenterade dock med denna typ av bokstaven B.  
Parollen kan också ses vid koncentrationslägren i Dachau, Gross-Rosen, Sachenhausen och getto-lägret Theresienstadt. 
Vid koncentrationslägret Buchenwald användes i stället parollen "Jedem das Seine" ("Åt var och en det han förtjänar").